# Li Yizhe
Li Yizhe est le pseudonyme de trois jeunes révolutionnaires de Chine qui, à la fin de l'année 1974, placardèrent sur les murs de Canton un manifeste politique, qui fut reproduit avant même que les autorités chinoises aient pu le faire disparaître. 
Il fut largement diffusé par le soin de samizdats et provoqua un choc dans le pays tout entier. Ce manifeste intitulé À propos de la démocratie et de la légalité sous le socialisme était avec le pseudonyme combiné de trois rédacteurs : Li Zhengtian, Chen Yiyang et Wang Xizhe, publié en français chez Christian Bourgois. Il prenait pour point de départ la critique du « système » Lin Biao, dont le manifeste souligne l'ardeur à « fouetter un âne mort » et son pouvoir quasi absolu.
Carl Goldstein écrit à ce propos dans la Far Eastern Economic Review en 1993, journal de la Review Publishing Company Ltd (Hong Kong) : « Les dissidents politiques sont tolérés, dans une certaine mesure, dans la province chinoise du Guangdong. Par exemple, Li Zhengtian et Wang Xizhe ont été emprisonnés pendant seulement cinq ans pour avoir mis en cause le gouvernement en 1974, toutefois, Wang a été de nouveau arrêté en 1981 et emprisonné jusqu'en 1993. Le mouvement étudiant de 1989 n'a pas été supprimé avec violence, et seuls quelques dirigeants étudiants ont été arrêtés. En fait, Li a soutenu le mouvement étudiant dans la province sans être arrêté. ».[réf. nécessaire]

## Traduction
- Li Yizhe, Chinois, si vous saviez... À propos de la démocratie et de la légalité sous le socialisme, Chistian Bourgois éditeur, « Bibliothèque asiatique »  (ISBN 2-267-00044-X)

## Documentaire
- Chinois, encore un effort pour être révolutionnaires !, un film de René Viénet sorti en 1977.